# Gesamtrechnung der Sozialen Sicherheit
Die Gesamtrechnung der Sozialen Sicherheit (GRSS) ist eine Synthesestatistik. Erstellt mithilfe einer Vielzahl von statistischen Quellen (Betriebsrechnungen der Sozialversicherungen, Statistik der öffentlichen Finanzen (EFS), Schweizerische Sozialversicherungsstatistik (SVS) etc.), informiert sie über die Ausgaben und deren Finanzierung im Bereich der Sozialen Sicherheit. Auf der Ausgabenseite stehen die Sozialleistungen, auf der Einnahmenseite die Sozialbeiträge der Arbeitgeber und Arbeitnehmer, die Kopfprämien der obligatorischen Krankenversicherung, die Beiträge der öffentlichen Hand sowie die Vermögenserträge im Zentrum des Interesses.
Die GRSS ist international vergleichbar, da sie auf dem von Eurostat entwickelten «Europäischen System der integrierten Sozialschutzstatistik» (ESSOSS) basiert.
Die Gesamtausgaben für die Soziale Sicherheit stiegen 2010 (zurzeit noch provisorische Daten) in der Schweiz auf 153 Milliarden Franken (2000: 107 Milliarden Franken). Die Einnahmen betrugen 2010 176 Milliarden Franken. Der eigentliche Kern der GRSS bilden die Sozialleistungen. Sie ergeben sich aus den Gesamtausgaben abzüglich der Durchführungskosten und anderer (administrativer) Ausgaben und betrugen 2010 139 Mrd. Franken.

## Gesetzliche Grundlagen
Als gesetzliche Grundlage dienen der Gesamtrechnung der Sozialen Sicherheit das Postulat der Kommission für soziale Sicherheit und Gesundheit des Nationalrates vom 17. Februar 1995 sowie das Bundesstatistikgesetz Art. 10, Abs. 2, vom 9. Okt 1992.

## Art der Erhebung
In der Schweiz datieren die ersten Versuche, zu einem Gesamtüberblick über die Finanzen der Sozialen Sicherheit zu gelangen, aus den 1970er und 1980er Jahren. Direkter Vorläufer der heutigen Synthesestatistik ist das «Sozialbudget der Schweiz», das P. Gilliand und S. Rossini im Rahmen des Nationalfondsprojekts «Wandel der Lebensformen und Soziale Sicherheit» für die Jahre 1990 und 1993 entwickelt haben. Methodisch lehnen sich diese Arbeiten an das damals gültige ESSOSS an. 1995 aktualisierte S. Greppi das «Sozialbudget der Schweiz». Im folgenden Jahr gab Eurostat ein neues ESSOSS-Handbuch heraus. Das BFS hat die methodischen Richtlinien dieses neuen Handbuches im Hinblick auf die Vergleichbarkeit der Schweizer GRSS mit den Gesamtrechnungen der EU-Länder eins zu eins übernommen. Aufgrund dieser vereinheitlichten ESSOSS-Methodik müssen gewisse Bereiche, welche für die Sozialpolitik in der Schweiz von Bedeutung sind, ausgeschlossen werden. So werden beispielsweise Steuerabzüge mit einer wesentlichen sozialpolitischen Komponente von der Gesamtrechnung ausgeschlossen.

## Erfassungsmerkmale
Verarbeitet werden gesamtschweizerische, nach Institutionen (AHV, IV usw.) unterteilte Angaben über die Finanzen der Sozialen Sicherheit, ausgedrückt in Millionen Franken. Die Werte und Indikatoren der GRSS werden ausschliesslich auf nationaler Ebene ausgewiesen. Die berechneten Sozialleistungen lassen sich in die folgenden acht Bedürfnisse oder Risiken (sogenannte Funktionen) einteilen: Krankheit/Gesundheitsversorgung, Invalidität, Alter, Hinterbliebene, Familie und Kinder, Arbeitslosigkeit, Wohnen und Soziale Ausgrenzung. Sie bilden den eigentlichen Kern der ESSOSS Methodik und ermöglichen detaillierte internationale Vergleiche. Aber auch aus nationaler Perspektive zeigen sie auf, welche Risiken und Bedürfnisse in welchem Ausmass durch sozialstaatliche Leistungen abgedeckt sind. Der weitaus grösste Teil der Sozialleistungen (44 %) entfällt auf die Funktion Alter. Gut ein Viertel (27 %) der Ausgaben wird im Bereich Krankheit/Gesundheitsvorsorge verwendet. An dritter Stelle folgen mit 11 % die Sozialleistungen der Funktion Invalidität.

## Durchführung
Die Gesamtrechnung der Sozialen Sicherheit wird jährlich vom Bundesamt für Statistik erstellt. Die Publikation des Jahres 2012 legt den Fokus einerseits stark auf die unterschiedlichen Funktionen und andererseits auf die internationale Vergleichbarkeit. So zeigt sich zum Beispiel, dass die Schweiz (gemessen in Kaufkraftstandards) zu den absoluten Spitzenreitern in der Funktion Alter gehört. Demgegenüber werden vergleichsweise wenig Sozialleistungen für die Funktion Familie/Kinder ausgewiesen. Zusätzlich unterscheidet die GRSS zwischen bedarfsabhängigen und nicht bedarfsabhängigen Sozialleistungen, wobei der weitaus grösste Teil der Leistungen nicht bedarfsabhängige Sozialleistungen für die Funktion Alter (Altersrenten der ersten und zweiten Säule) darstellen. Die Zeitreihe der Daten besteht bereits seit 1950. Allerdings beruhen die Zahlen für die ersten vier Jahrzehnte auf Schätzungen, welche mit einer gewissen Unsicherheit behaftet sind.
Das Bundesamt für Sozialversicherungen veröffentlicht die Gesamtrechnung der Sozialversicherungen (GRSV). Diese umfasst die Einnahmen und Ausgaben der Sozialversicherungszweige AHV, IV, EL, KV, UV, ALV, EO und FZ. Die GRSV ermöglicht vor allem Analysen aus nationaler Sicht und kann Fragen zu den Institutionen der Sozialversicherungen beantworten.